# Ruine Bomgaden
Als Ruine Bomgaden werden die Reste einer Wehrturmanlage am Ufer der Lenne in Siesel (Stadt Plettenberg) bezeichnet.

## Geschichte
Der Bomgaden wurde 1346 zum ersten Mal urkundlich erwähnt, als Adolf II. von der Mark dem Heidenreich von Plettenberg den Hof tho dem Bomgaden für 70 Mark als Lehen übertrug. Vermutlich bestand er aus einem Burghaus, das auf einem Hügel am Lenneufer stand und durch einen Wall und einen Graben gesichert war.
Im 17. Jahrhundert war die Anlage bereits verfallen, heute ist nur noch ein rund 13 Meter langer Mauerrest vorhanden. Das Gelände steht im Eigentum der Mark-E.